# Debdeb
Debdeb es un municipio (baladiyah) de la provincia o valiato de Illizi en Argelia. En abril de 2008 tenía una población censada de 4341 habitantes.
Se encuentra ubicado al sureste del país, en el desierto del Sahara y cerca de la frontera con Libia.